# Гродно (Западно-Поморское воеводство)
Гро́дно — деревня в гмине Мендзыздрое Каменьского повета Западно-Поморского воеводствав северо-западной Польше. Деревня находится недалеко от озера Гардно.